# Pajar Harapan
Pajar Harapan is een bestuurslaag in het regentschap Bener Meriah van de provincie Atjeh, Indonesië. Pajar Harapan telt 521 inwoners (volkstelling 2010).